# Anthonie van Dale
Anthonie van Dale (Haarlem, 8 november 1638 – aldaar, 28 november 1708) was een Nederlands doopsgezind predikant, arts en schrijver over religieuze onderwerpen. Door de theoloog  Jean le Clerc beschreven als een vijand van bijgeloof. Hij was een criticus van de heksenjacht en een vertegenwoordiger van de verlichting.
Tot op 30-jarige leeftijd was hij koopman. Vervolgens studeerde hij medicijnen, behaalde zijn doctorsgraad, en werd arts. Tegelijkertijd studeerde hij klassieke talen en werd een belangrijke Latijns geleerde. Als arts in het burgerlijk liefdadigheids ziekenhuis in Haarlem won hij een hoge erkenning voor zijn onzelfzuchtige diensten. Hij was altijd vrolijk en gemoedelijk en vertelde graag anekdotes over de bestrijding van bijgeloof.
Bernard le Bovier de Fontenelle baseerde zijn boek Histoire des oracles (1687) over bijgeloof, christelijke dogma's en wonderen op De oraculis veterum ethnicorum dissertationes (1683) van Van Dale.